# Pokal Slovenije 1999/2000
Der Pokal Slovenije 1999/2000 war die neunte Austragung des slowenischen Fußballpokalwettbewerbs der Herren. Pokalsieger wurde NK Olimpija Ljubljana, der sich im Finale gegen NK Korotan Prevalje durchsetzte.
Durch den Sieg im Finale qualifizierte sich Olimpija für die Qualifikationsrunde im UEFA-Pokal 2000/01.

## Modus
In den ersten beiden Runden wurde der Sieger in einem Spiel ermittelt. Stand es nach der regulären Spielzeit von 90 Minuten unentschieden, wurde eine Verlängerung von 2 × 15 Minuten gespielt. Stand es danach immer noch unentschieden wurde der Sieger im Elfmeterschießen ermittelt. Ab dem Viertelfinale wurden die Begegnungen in Hin- und Rückspiel ausgetragen. Bei Torgleichheit entschied zunächst die Auswärtstorregel.

## Teilnehmer
| Nogometna Liga 1998/99       |
| ---------------------------- |
| NK Maribor Teatanic          |
| ND HIT Gorica                |
| NK Mura                      |
| NK Rudar Velenje             |
| NK Korotan Prevalje          |
| NK Olimpija Ljubljana        |
| NK Protonavto Publikum Celje |
| NK Domžale                   |
| NK Primorje Ajdovščina       |
| ND Petrošnik Beltinci        |
| FC Koper Capodistria         |
| NK Živila Triglav Kranj      |

| Sieger des Regionalpokals | Sieger des Regionalpokals                                       |
| ------------------------- | --------------------------------------------------------------- |
| MNZ Celje                 | NK Šentjur, NK Esotech Šmartno                                  |
| MNZ Koper                 | NK Tabor Sežana, NK Ilirska Bistrica                            |
| MNZG Kranj                | NK Lesce, NK Britof                                             |
| MNZ Lendava               | NK Odranci, NK Črenšovci                                        |
| MNZ Ljubljana             | NK Elan Granit Commerce, NK Factor Ljubljana, NK Ivančna Gorica |
| MNZ Maribor               | NK Železničar Maribor, NK Paloma Sladki Vrh, NK Pohorje         |
| MNZ Murska Sobota         | NK Veržej, NK Tromejnik                                         |
| MNZ Nova Gorica           | NK Idrija, NK Renče-Goriške Brda                                |
| MNZ Ptuj                  | NK Drava Ptuj, NK Aluminij                                      |

## 1. Runde
|                         | Ergebnis               |                              |
| ----------------------- | ---------------------- | ---------------------------- |
| NK Drava Ptuj           | 1:4                    | NK Primorje Ajdovščina       |
| NK Živila Triglav Kranj | 0:4                    | NK Maribor Teatanic          |
| NK Renče-Goriške Brda   | 0:2                    | NK Protonavto Publikum Celje |
| NK Tabor Sežana         | 0:1                    | NK Pohorje                   |
| NK Ilirska Bistrica     | 0:2                    | NK Domžale                   |
| NK Železničar Maribor   | 1:1 n. V., (4:3 i. E.) | ND Petrošnik Beltinci        |
| NK Aluminij             | 0:2                    | NK Olimpija Ljubljana        |
| NK Mura                 | 2:0                    | NK Rudar Velenje             |
| NK Tromejnik            | 0:9                    | ND HIT Gorica                |
| NK Britof               | 2:1                    | NK Factor Ljubljana          |
| NK Črenšovci            | 5:0                    | NK Paloma Sladki Vrh         |
| NK Veržej               | 3:0 (w.o.)             | NK Lesce                     |
| NK Elan Granit Commerce | 3:1                    | NK Esotech Šmartno           |
| NK Idrija               | 0:1                    | NK Odranci                   |
| FC Koper Capodistria    | 4:1                    | NK Šentjur                   |
| NK Ivančna Gorica       | 0:1                    | NK Korotan Prevalje          |

## Achtelfinale
|                         | Ergebnis |                              |
| ----------------------- | -------- | ---------------------------- |
| FC Koper Capodistria    | 0:3      | ND HIT Gorica                |
| NK Domžale              | 0:2      | NK Primorje Ajdovščina       |
| NK Železničar Maribor   | 2:3      | NK Mura                      |
| NK Črenšovci            | 0:8      | NK Maribor Teatanic          |
| NK Veržej               | 0:8      | NK Korotan Prevalje          |
| NK Olimpija Ljubljana   | 5:1      | NK Pohorje                   |
| NK Britof               | 0:6      | NK Protonavto Publikum Celje |
| NK Elan Granit Commerce | 2:0      | NK Odranci                   |

## Viertelfinale
|                              | Gesamt |                         | Hinspiel | Rückspiel |
| ---------------------------- | ------ | ----------------------- | -------- | --------- |
| NK Protonavto Publikum Celje | 2:5    | NK Maribor Teatanic     | 0:2      | 2:3       |
| ND HIT Gorica                | 5:4    | NK Elan Granit Commerce | 5:2      | 0:2       |
| NK Primorje Ajdovščina       | 0:3    | NK Korotan Prevalje     | 0:2      | 0:1       |
| NK Mura                      | 2:6    | NK Olimpija Ljubljana   | 1:2      | 1:4       |

## Halbfinale
|                       | Gesamt |                     | Hinspiel | Rückspiel |
| --------------------- | ------ | ------------------- | -------- | --------- |
| NK Maribor Teatanic   | 3:4    | NK Korotan Prevalje | 3:1      | 0:3       |
| NK Olimpija Ljubljana | 3:2    | ND HIT Gorica       | 2:1      | 1:1       |

## Finale

### Hinspiel
| Paarung        | NK Korotan Prevalje – NK Olimpija Ljubljana                         |
| Ergebnis       | 2:1 (1:1)                                                           |
| Datum          | 10. Mai 2000 um 16:30 Uhr                                           |
| Stadion        | Športni Park Ugasle peči, Prevalje                                  |
| Zuschauer      | 2.000                                                               |
| Schiedsrichter | Silvo Borošak                                                       |
| Tore           | 0:1 Dušan Kosič (43.) 1:1 Senad Tiganj (44.) 2:1 Senad Tiganj (53.) |

### Rückspiel
| Paarung        | NK Olimpija Ljubljana – NK Korotan Prevalje    |
| Ergebnis       | 2:0 (1:0)                                      |
| Datum          | 17. Mai 2000                                   |
| Stadion        | Bežigrad-Stadion, Ljubljana                    |
| Zuschauer      | 2.000                                          |
| Schiedsrichter | Robert Zirnstein                               |
| Tore           | 1:0 Selvat Kujovi (44.) 2:0 Marko Kmetec (65.) |